# Kyselina sírová
Kyselina sírová (zastarale též vitriol) je silná dvojsytná kyselina. Je jednou z nejdůležitějších průmyslově ve velkém množství vyráběných chemikálií. Její sumární vzorec je H2SO4 značí, že se skládá ze dvou atomů vodíku, jednoho atomu síry a čtyř atomů kyslíku. Soli od kyseliny sírové jsou sírany.

## Příprava a výroba

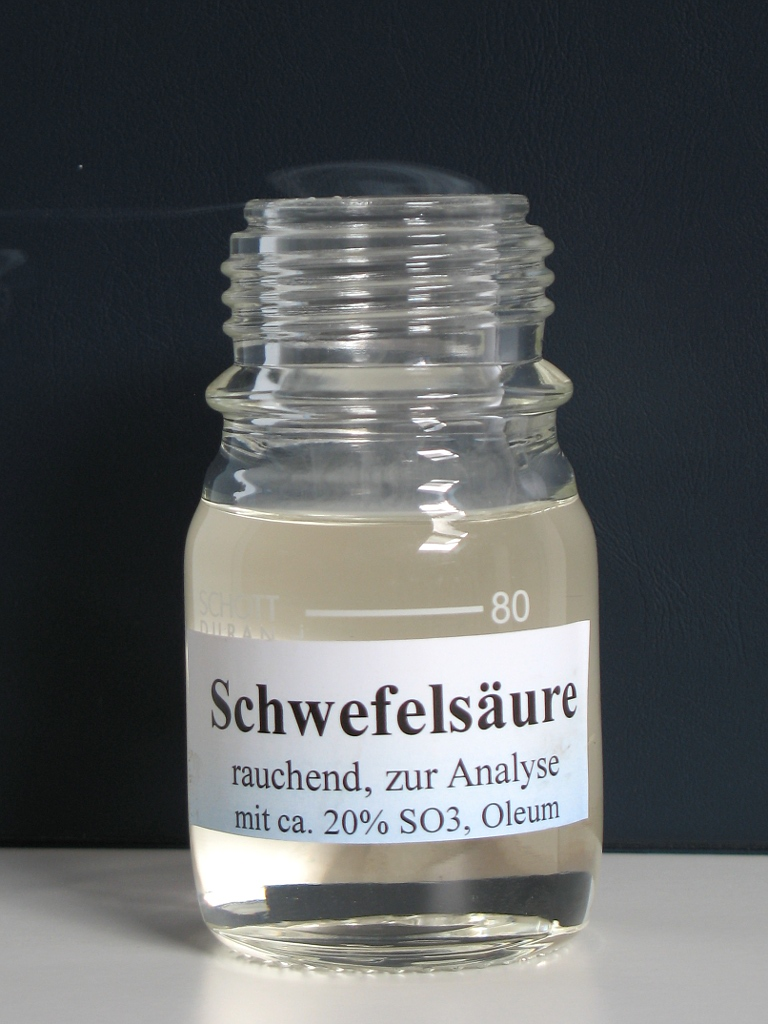
Oleum s obsahem cca 20 % oxidu sírového – nad hladinou je vidět aerosol („dým“) vzniklý reakcí SO_{3} s vodní parou na H_{2}SO_{4}

Výroba kyseliny sírové probíhá třístupňově, přičemž prvním krokem je příprava oxidu siřičitého, který se obvykle získává buď přímým spalováním síry,
{\displaystyle {\ce {S(s) + O2(g) -> SO2(g)}}}
nebo pražením pyritu či markazitu
{\displaystyle {\ce {4FeS2(s) + 11O2(g) -> 8SO2(g) + 2Fe2O3(s)}}}
nebo pražením sulfidu železnatého či jiných sulfidů
{\displaystyle {\ce {4FeS + 7O2(g) -> 4SO2(g) + 2Fe2O3(s)}}}
Druhým krokem je oxidace oxidu siřičitého na oxid sírový. Při této reakci se jako katalyzátoru používá oxidu vanadičného V2O5
{\displaystyle {\ce {2SO2(g) + O2(g) ->[{\ce {V2O5}}] 2SO3(g)}}} (kontaktní způsob)
{\displaystyle {\ce {SO2(g) + NO2(g) -> SO3(g) + NO(g)}}} (komorový způsob)
Nakonec reakcí oxidu sírového s vodou vzniká kyselina sírová
{\displaystyle {\ce {SO3(g) + H2O(l) -> H2SO4(aq)}}}
V průmyslu je voda nahrazena koncentrovanou kyselinou sírovou (96–98%), přičemž jako mezistupeň vzniká kyselina disírová, což je vlastně jen hemihydrát oxidu sírového 2 SO3·H2O
{\displaystyle {\ce {SO3(g) + H2SO4(aq) -> H2S2O7(aq)}}}
{\displaystyle {\ce {H2S2O7(aq) + H2O(l) -> 2H2SO4(aq)}}}
Dalším rozpouštěním oxidu sírového v kyselině sírové vzniká kyselina disírová a následně oleum, jehož ředěním se získává kyselina sírová požadované koncentrace.
{\displaystyle {\ce {SO3 + H2SO4 -> H2S2O7}}}
{\displaystyle {\ce {SO3 + H2S2O7 -> H2S3O10}}}

## Vlastnosti

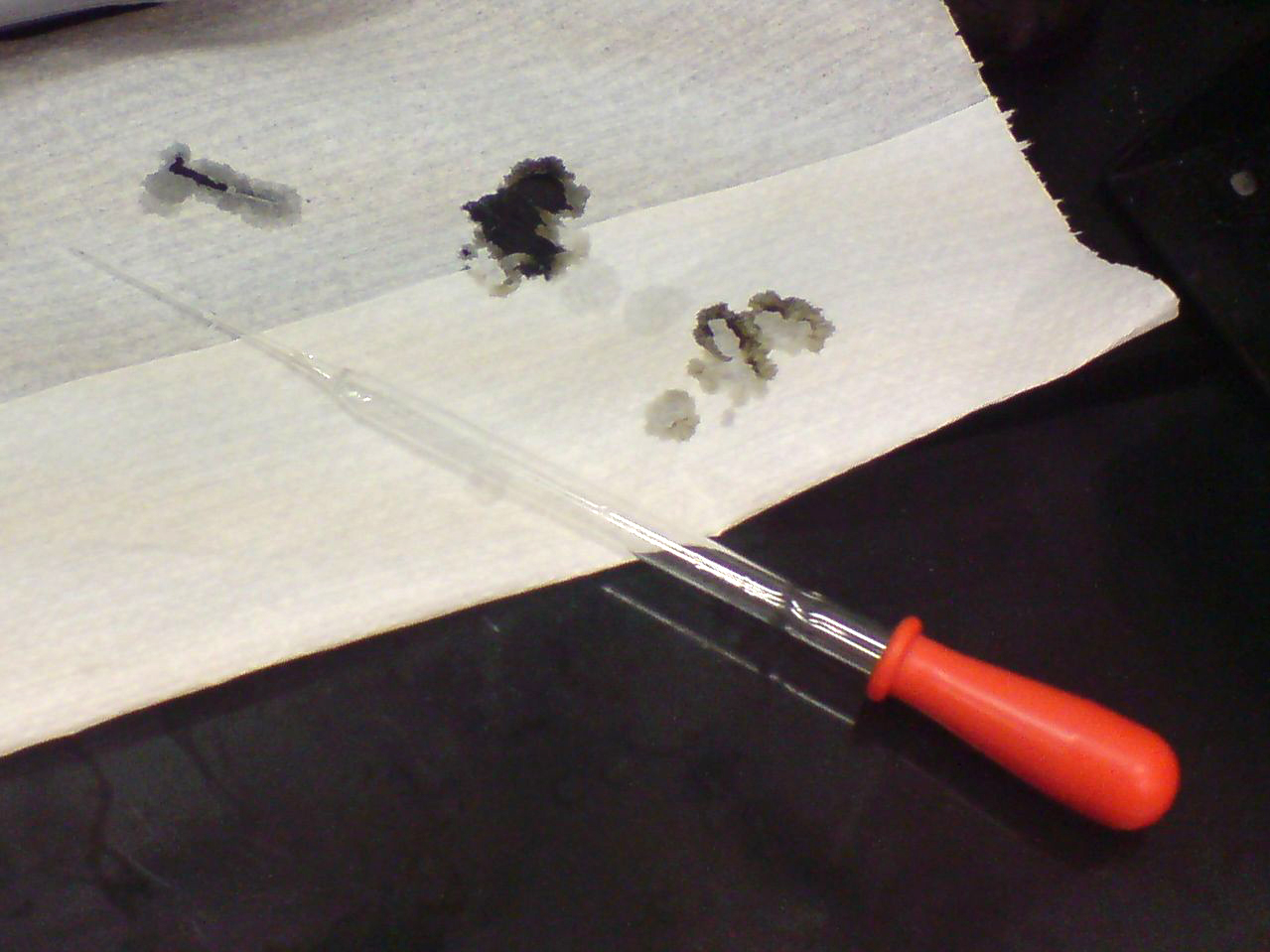
Účinky 98% kyseliny sírové na papír

Kyselina sírová je v koncentrovaném stavu hustá olejnatá kapalina, neomezeně mísitelná s vodou. Ředění této kyseliny je silně exotermní proces. Koncentrovaná (96–98%) má silné dehydratační a oxidační účinky (zvlášť za horka). Je hygroskopická, tj. pohlcuje vodní páry. Je velmi nebezpečnou žíravinou, způsobuje dehydrataci (zuhelnatění) organických látek. Zředěná kyselina oxidační schopnosti nemá a reaguje s neušlechtilými kovy za vzniku vodíku a síranů. Kyselina sírová je velmi reaktivní, reaguje téměř se všemi kovy kromě železa (v koncentrovaném stavu jej pasivuje), olova, zlata, platiny a wolframu, 20% vodný roztok nereaguje s mědí.
Roztok oxidu sírového v kyselině sírové se nazývá oleum. Kyselina sírová tvoří dva typy solí – sírany a hydrogensírany. Některé její soli tvoří hydráty.

### Chemické reakce
Neušlechtilé kovy se v kyselině sírové rozpouštějí za vývoje vodíku a vzniku příslušných síranů, např.
{\displaystyle {\ce {H2SO4(aq) + Zn(s) -> H2(g) + ZnSO4(aq)}}}
Kyselina sírová reaguje se zinkem za vzniku vodíku a síranu zinečnatého
{\displaystyle {\ce {3H2SO4(aq) + 2Al(s) -> 3H2(g) + Al2(SO4)3(aq)}}}
Kyselina sírová reaguje s hliníkem za vzniku vodíku a síranu hlinitého
Podobně většina oxidů kovů se v kyselině sírové rozpouští za vzniku solí:
{\displaystyle {\ce {CuO(s) + H2SO4(aq) -> H2O(l) + CuSO4(aq)}}}
Oxid měďnatý reaguje s kyselinou sírovou za vzniku vody a síranu měďnatého
Reakcí s amoniakem nebo jeho vodným roztokem (čpavkem) vzniká síran amonný:
{\displaystyle {\ce {2NH3(g) + H2SO4(aq) -> (NH4)2SO4(aq)}}}
resp.
{\displaystyle {\ce {2NH4OH(aq) + H2SO4(aq) -> (NH4)2SO4(aq) + H2O(l)}}}
Průmyslově významnou je reakce s fosforečnanem vápenatým, jejímž produktem je směs síranu vápenatého, hydrogenfosforečnanu vápenatého, dihydrogenfosforečnanu vápenatého a volné kyseliny fosforečné známá jako fosforečné hnojivo superfosfát:
{\displaystyle {\ce {Ca3(PO4)2(s) + H2SO4(aq) -> 2CaHPO4(aq) + CaSO4(s)}}}
{\displaystyle {\ce {Ca3(PO4)2(s) + 2H2SO4(aq) -> Ca(H2PO4)2(aq) + 2CaSO4(s)}}}
{\displaystyle {\ce {Ca3(PO4)2(s) + 3H2SO4(aq) -> 2H3PO4(aq) + 3CaSO4(s)}}}
Touto reakcí se původně téměř nerozpustný fosforečnan vápenatý přemění na směs rozpustnějších kyselých fosforečnanů a dobře rozpustné kyseliny fosforečné, což urychluje využití fosforu rostlinami.

### Krystalová struktura
Když se smíchá 98% (ω) kyselina sírová ve správném poměru s 65% oleem, tak se získá 100% kyselina sírová, ze které byly po krystalizaci při teplotě 6–9 °C získány krystaly, z nichž byla rentgenovou strukturní analýzou stanovena její krystalová struktura.

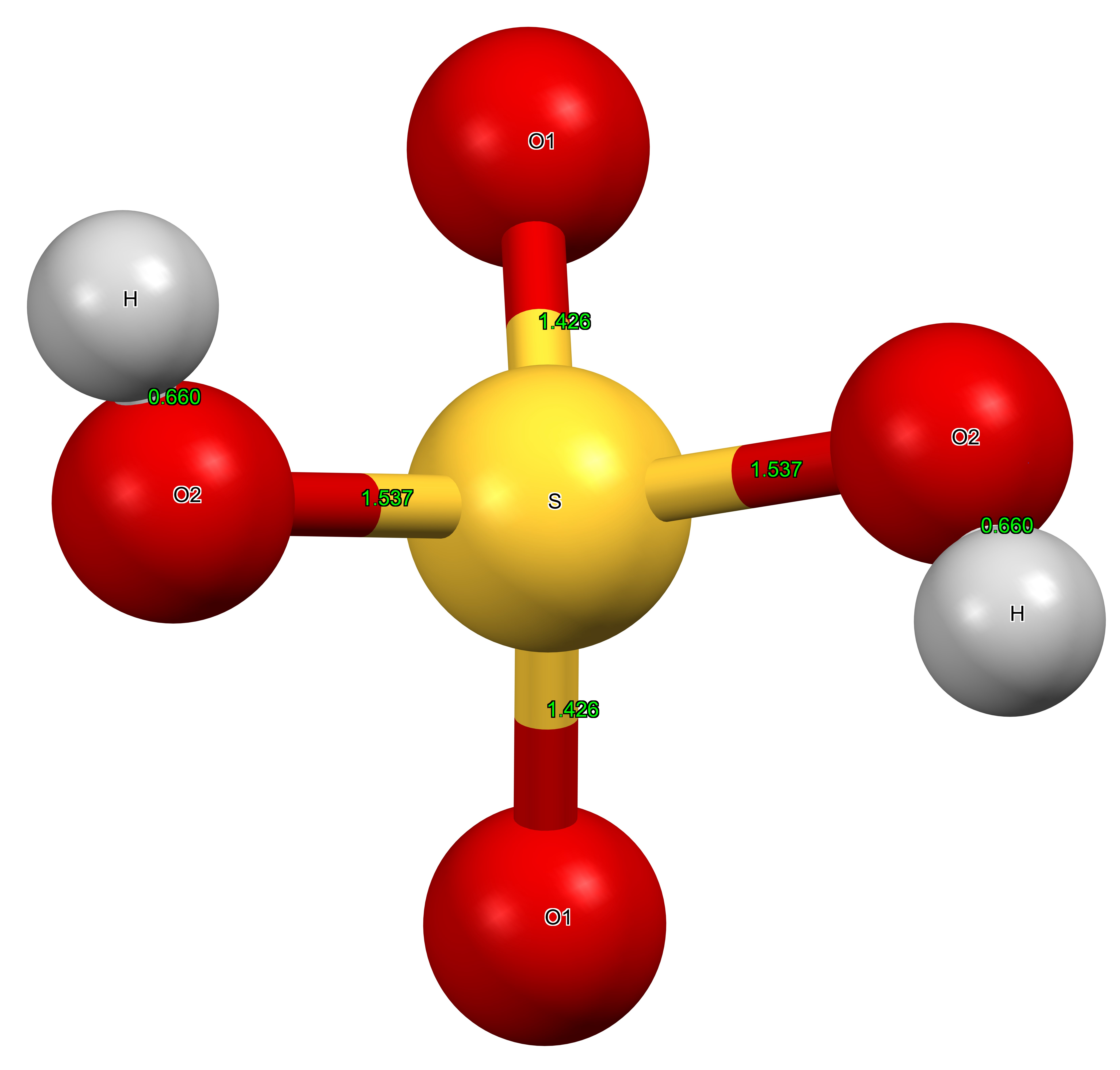
Krystalová struktura kyseliny sírové s vazebnými délkami v ångströmech

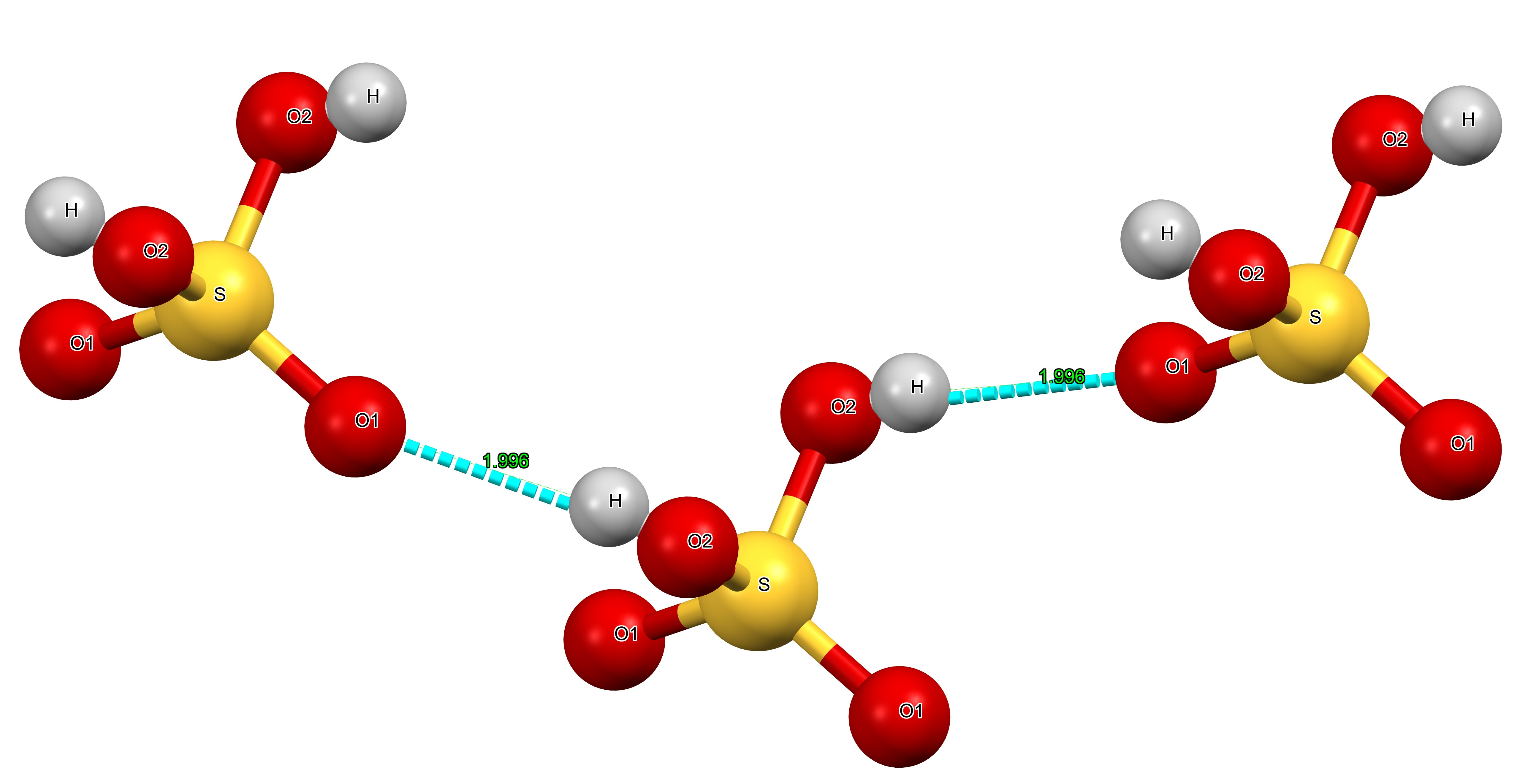
Vodíkové vazby v "crystal packingu" struktury kyseliny sírové s délkami v ångströmech

## Využití
Využití kyseliny sírové je velmi široké. Kyselina sírová se používá zejména
- při výrobě průmyslových hnojiv
- při výrobě chemikálií
- při výrobě plastů
- při výrobě léčiv
- při výrobě barviv
- při výrobě výbušnin
- v papírenském průmyslu
- v textilním průmyslu
- při výrobě syntetických vláken
- při zpracování rud
- při zpracování ropy
- jako elektrolyt do olověných akumulátorů
- při sušení a odvodňování látek
- při úpravě pH vody
- v domácnostech jako čistič odpadů

Kvůli omezení dostupnosti prekurzorů výbušnin nemůže veřejnost v EU držet ani kupovat přípravky s obsahem kyseliny sírové více než 15% hmotnosti

## Historie výroby
Kyselina sírová byla dlouhou dobu známá pod zastaralým názvem „vitriolový olej“. První stopy o jejím získávání jsou v textech alchymisty Abú Músa Džábir ibn Hajjána z 8. století. O možných výrobních postupech se pak zmiňují i alchymistické spisy Alberta Velikého (1200–1280) a Basila Valentina (kolem roku 1600). Tyto procesy popisují, jak lze vitriolový olej získat z přirozeně se vyskytujících síranů – jako je chalkantit nebo kamenec. Název vitriolový olej je odvozen od zastaralého názvu vitriol (latinsky Vitriolum) – obecného názvu pro krystalické sírany (soli kyseliny sírové) dvojmocných kovů s obsahem vody. Prvním zdrojem velkého množství kyseliny sírové byl síran železnatý. Od 16. století se kyselina sírová vyráběla v Čechách, Sasku a v pohoří Harz rozkladem síranů za vysokých teplot a reakcí vzniklého oxidu s vodou.
První vědecké pokusy s kyselinou sírovou v 17. století prováděl Johann Rudolf Glauber. Nechal kyselinu působit na kuchyňskou sůl a tím získal kyselinu chlorovodíkovou a Glauberovu sůl, síran sodný, který byl po něm pojmenován.